# Драцена кохинхинская
Драцена кохинхинская (лат. Dracaena cochinchinensis) — древесное растение, вид рода Драцена (Dracaena) семейства Спаржевые (Asparagaceae). Встречается в Юго-Восточной Азии. Смола растения в высушенном виде используется в медицинских целях.

## Название
Видовой эпитет в названии вида, cochinchinensis, образован от топонима Кохинхина — принятого в исторической географии названия юго-восточной части полуострова Индокитай.

## Распространение, местообитание
Ареал вида охватывает юго-западную часть Гуанси-Чжуанского автономного района Китая, юг китайской провинции Юньнань, а также Вьетнам, Камбоджу и Лаос. Растение встречается большей частью на обращённых к солнцу известняковых склонах гор на высоте от 900 (по другим данным — от 1300) до 1700 м над уровнем моря.
В 1987 году вид был включён в список растений Китая, находящихся под угрозой исчезновения. По оценочным данным, в природе осталось лишь около двухсот тысяч экземпляров Dracaena cochinchinensis, при этом популяция имеет тенденцию к сокращению как по причине чрезмерного сбора смолы, так и из-за нарушения мест обитания растения.

## Биологическое описание

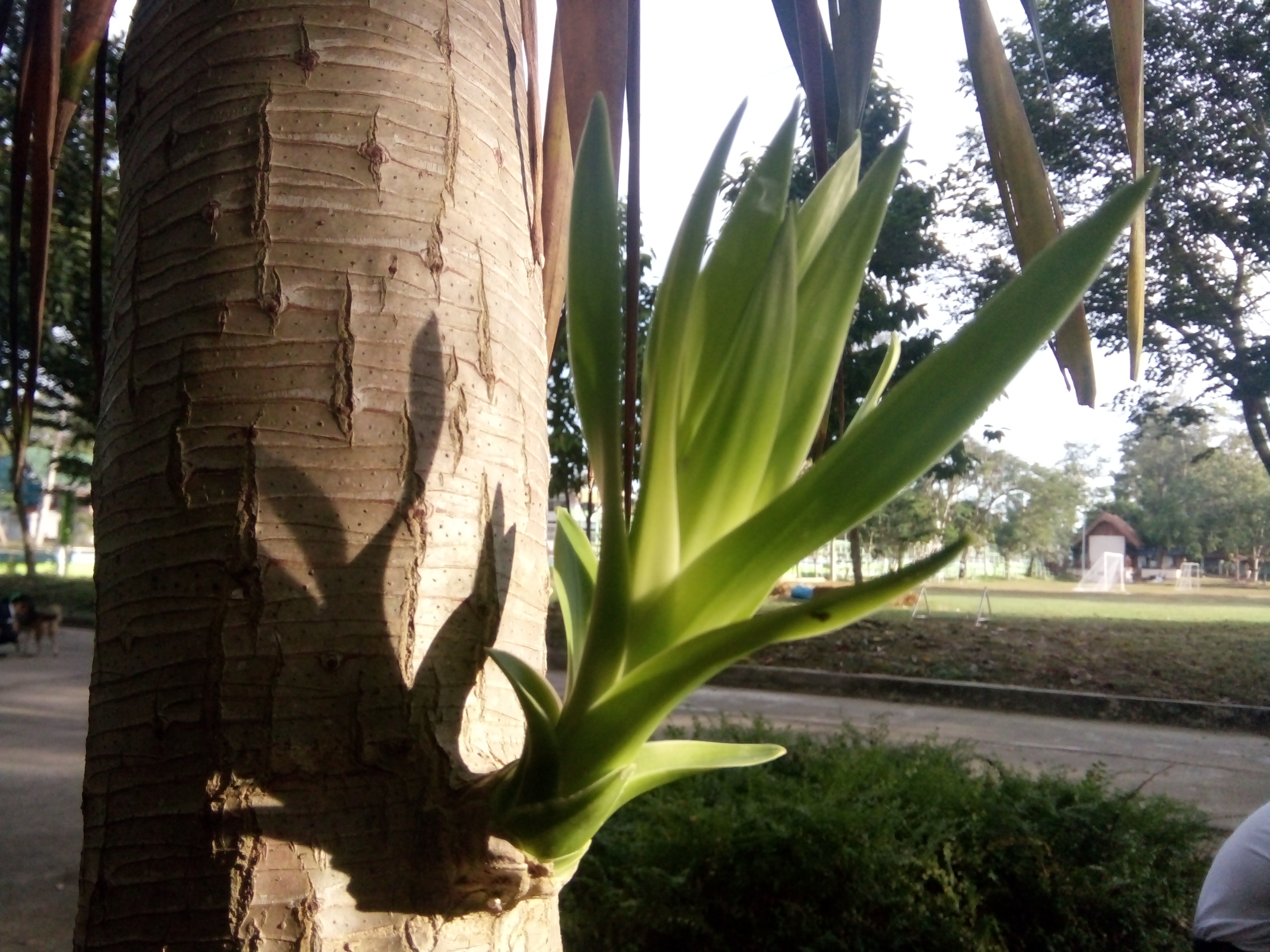
Драцена кохинхинская: ствол с боковым побегом

Древовидные растения высотой от 5 до 15 м с ветвистым стволом, толщина которого иногда достигает 1 м. Кора гладкая, серовато-белая, с возрастом становится серовато-коричневой. Стебли в своей верхней части красноватые. Листья сидячие, кожистые, в основании красноватые, мечевидные, длиной от 30 до 100 см и шириной от 2 до 5 см, собраны на концах ветвей в пучки (так называемые «верхушечные розетки»).
Соцветия верхушечные, разветвлённые, длиной до 40 см; главная ось цветоносного побега покрыта плотным сосочковидным опушением. Цветки собраны в кисти по 2—5 штук. Цветоножка — длиной от 3 до 6 мм. Околоцветник простой, длиной от 6 до 8 мм, состоит из шести листочков молочно-белого цвета; нижняя часть листочков соединена в трубку длиной от 1,5 до 2 мм.
Плод — оранжевая ягода почти круглой формы, диаметром от 0,8 до 1,2 см; число семян в ней может быть от 1 до 3 штук. Растения цветут в марте, плодоносят в июле — августе.

## Использование
Из стеблей растения получают смолу (густой сок), которая в сухом виде имеет тёмно-красный цвет и называется (как и смолы красного цвета многих других растений) «драконовой кровью». В традиционной китайской медицине под «драконовой кровью» обычно подразумевается смола, извлечённая именно из Dracaena cochinchinensis; она используется для улучшения кровообращения при лечении различных травм, а также при застойных явлениях и различных болях.
Современные исследования показали, что высушенная смола этого вида драцены обладает антибактериальными, противоспазматическими, противовоспалительными, обезболивающими, антидиабетическими и противоопухолевыми свойствами, а также усиливает иммунитет, способствует регенерации повреждённой кожи, останавливает кровотечение, улучшает кровообращение.

## Синонимы
По информации базы данных The Plant List (2013), в синонимику вида входят следующие названия:
- Aletris cochinchinensis Lour.basionym
- Dracaena loureiroi Gagnep.
- Dracaena saposchnikowii Regel
- Draco saposchnikowii (Regel) Kuntze
- Pleomele cochinchinensis Merr. ex Gagnep.